# Lijst van rijksmonumenten in Haren (Groningen)
De plaats Haren (Groningen) telt 70 inschrijvingen in het rijksmonumentenregister. Hieronder een overzicht.
| Object | Oorspronkelijke functie?  | Bouwjaar                                                                   | Architect                  | Locatie                     | Coördinaten?                  | Nr.?   | Afbeelding                                                                                                 |
| --- | ------------------------- | -------------------------------------------------------------------------- | -------------------------- | --------------------------- | ----------------------------- | ------ | --- |
| Keuterijtje van het Westerwoldse type                                                                      | Boerderij                 | 16e eeuw (voorgevel)                                                       |                            | Boerlaan 18                 | 53° 9' 5" NB, 6° 36' 57" OL   | 20267  | Meer afbeeldingen                                                                                          |
| Boerderij van het Westerwoldse type                                                                        | Boerderij                 | 1868                                                                       |                            | Lutsborgsweg 73             | 53° 9' 4" NB, 6° 36' 51" OL   | 20268  | Meer afbeeldingen                                                                                          |
| Keuterijtje waarvan het voorhuis in het verlengde van de schuur is gebouwd                                 | Boerderij                 | verm. voor 1850                                                            |                            | Lutsborgsweg 68             | 53° 9' 23" NB, 6° 36' 41" OL  | 20269  | Meer afbeeldingen                                                                                          |
| Verbouwd keuterijtje onder zadeldak tegen topgevel                                                         | Boerderij                 |                                                                            |                            | Lutsborgsweg 74             | 53° 9' 14" NB, 6° 36' 51" OL  | 20270  | Meer afbeeldingen                                                                                          |
| Tolhuisje onder zadeldak                                                                                   | Overheidsgebouw           | kort na 1849                                                               |                            | Onnerweg 49                 | 53° 9' 58" NB, 6° 37' 10" OL  | 20271  | Tolhuisje onder zadeldak                                                                                   |
| Nicolaaskerk                                                                                               | Kerk en kerkonderdeel     | 1200-1250 1864 (hersteld) 1891 (uitbr.)                                    | N.W. Lit (1891)            | Rijksstraatweg 188          | 53° 10' 21" NB, 6° 36' 18" OL | 20272  | Meer afbeeldingen                                                                                          |
| Nicolaaskerk, toren                                                                                        | Kerk en kerkonderdeel     | 1200-1250 1485 (hersteld) 1714 (hersteld) 1914 (rest.)                     | C.H. Peters (rest. 1914)   | Rijksstraatweg 188          | 53° 10' 21" NB, 6° 36' 18" OL | 20273  | Meer afbeeldingen                                                                                          |
| De Hoop | Oliemolen                 | 1843 hersteld in 1973 en 2008-'10                                          |                            | Rijksstraatweg 133          | 53° 10' 24" NB, 6° 36' 5" OL  | 20274  | Meer afbeeldingen                                                                                          |
| De Hoop, woningen en schuren                                                                               | Woonhuis                  |                                                                            |                            | Rijksstraatweg 135-141      | 53° 10' 23" NB, 6° 36' 5" OL  | 20275  | Meer afbeeldingen                                                                                          |
| Boerderij met dwarsgebouwd voorhuis                                                                        | Boerderij                 | 19e eeuw                                                                   |                            | Rijksstraatweg 10           | 53° 11' 12" NB, 6° 35' 17" OL | 20276  | Meer afbeeldingen                                                                                          |
| Boerderij waarvan het woonhuis in het verlengde van de schuur is gebouwd                                   | Boerderij                 |                                                                            |                            | Rijksstraatweg 364          | 53° 9' 17" NB, 6° 37' 11" OL  | 20277  | Meer afbeeldingen                                                                                          |
| Vervenerswoning (vormt een geheel met nr. 219)                                                             | Woonhuis                  | waarsch. 1800-1850                                                         |                            | Meerweg 217                 | 53° 9' 44" NB, 6° 34' 35" OL  | 20305  | Vervenerswoning (vormt een geheel met nr. 219)                                                             |
| Vervenerswoning (vormt een geheel met nr. 217)                                                             | Woonhuis                  | waarsch. 1800-1850                                                         |                            | Meerweg 219                 | 53° 9' 44" NB, 6° 34' 35" OL  | 20306  | Meer afbeeldingen                                                                                          |
| De Helper                                                                                                  | Industrie- en poldermolen | 1863 (oorspr.) 1970-'71 (herplaatsing op huidige locatie) 1996-'98 (rest.) |                            | bij Hoornsedijk 8           | 53° 10' 34" NB, 6° 34' 29" OL | 20307  | Meer afbeeldingen                                                                                          |
| Villa in landhuisstijl met elementen van de Delftse School                                                 | Woonhuis                  | 1936                                                                       | Kuiler & Drewes            | Dilgtweg 6                  | 53° 10' 58" NB, 6° 35' 34" OL | 513786 | Villa in landhuisstijl met elementen van de Delftse School                                                 |
| Garage/bergplaats met rieten schilddak                                                                     | Opslag                    | 1936                                                                       |                            | bij Dilgtweg 6              | 53° 10' 58" NB, 6° 35' 34" OL | 513787 | Garage/bergplaats met rieten schilddak                                                                     |
| Linquenda                                                                                                  | Woonhuis                  | rond 1910                                                                  |                            | Rijksstraatweg 69           | 53° 10' 44" NB, 6° 35' 46" OL | 513789 | Linquenda                                                                                                  |
| Linquenda, koetshuis                                                                                       | Opslag                    | rond 1910                                                                  |                            | bij Rijksstraatweg 69       | 53° 10' 44" NB, 6° 35' 46" OL | 513790 | Upload foto                                                                                                |
| 't Huis de Wolf                                                                                            | Woonhuis                  | 1892                                                                       |                            | Rijksstraatweg 76           | 53° 10' 43" NB, 6° 35' 55" OL | 513792 | Meer afbeeldingen                                                                                          |
| 't Huis de Wolf, koetshuis/dienstwoning                                                                    | Bijgebouwen kastelen enz. | 1892                                                                       |                            | Rijksstraatweg 74           | 53° 10' 44" NB, 6° 35' 56" OL | 513793 | Upload foto                                                                                                |
| Stookhut                                                                                                   | Boerderij                 | verm. 1901                                                                 |                            | bij Lutsborgsweg 69         | 53° 9' 19" NB, 6° 36' 42" OL  | 513798 | Meer afbeeldingen                                                                                          |
| Dwarsdeelboerderij met één krimp                                                                           | Boerderij                 | 1901                                                                       |                            | Lutsborgsweg 69             | 53° 9' 19" NB, 6° 36' 42" OL  | 513799 | Meer afbeeldingen                                                                                          |
| De Eshof, begraafplaats                                                                                    | Begraafplaats en -onderdl | 1885 1918 (uitbr.)                                                         | J. Vroom jr. (1918)        | bij Rijksstraatweg 290      | 53° 9' 45" NB, 6° 36' 45" OL  | 513801 | Meer afbeeldingen                                                                                          |
| De Eshof, baarhuisje                                                                                       | Begraafplaats en -onderdl | rond 1885                                                                  |                            | bij Rijksstraatweg 290      | 53° 9' 45" NB, 6° 36' 45" OL  | 513802 | Meer afbeeldingen                                                                                          |
| De Eshof, poortgebouw                                                                                      | Dienstwoning              | 1918                                                                       | Kuiler & Drewes            | Rijksstraatweg 290          | 53° 9' 45" NB, 6° 36' 45" OL  | 513803 | Meer afbeeldingen                                                                                          |
| De Eshof, begraafplaatshek                                                                                 | Begraafplaats en -onderdl | rond 1885                                                                  |                            | bij Rijksstraatweg 290      | 53° 9' 45" NB, 6° 36' 45" OL  | 513804 | Meer afbeeldingen                                                                                          |
| De Eshof, begraafplaatshek                                                                                 | Begraafplaats en -onderdl | rond 1885                                                                  |                            | bij Rijksstraatweg 290      | 53° 9' 45" NB, 6° 36' 45" OL  | 513805 | Meer afbeeldingen                                                                                          |
| De Eshof, schuurtje                                                                                        | Opslag                    | 1918                                                                       |                            | bij Rijksstraatweg          | 53° 9' 45" NB, 6° 36' 45" OL  | 513806 | Meer afbeeldingen                                                                                          |
| De Eshof, zonnewijzer                                                                                      | Tuin, park en plantsoen   | 1919                                                                       |                            | bij Rijksstraatweg 290      | 53° 9' 45" NB, 6° 36' 45" OL  | 513807 | Meer afbeeldingen                                                                                          |
| Villa in eclectische stijl met chaletstijl-elementen                                                       | Woonhuis                  | 1898                                                                       |                            | Rijksstraatweg 348          | 53° 9' 22" NB, 6° 37' 4" OL   | 513809 | Villa in eclectische stijl met chaletstijl-elementen                                                       |
| Koetshuis                                                                                                  | Bijgebouwen kastelen enz. | 1898                                                                       |                            | bij Rijksstraatweg 348      | 53° 9' 22" NB, 6° 37' 4" OL   | 513810 | Koetshuis                                                                                                  |
| Nijveensterkolk, ophaalbrug                                                                                | Brug                      | 1927                                                                       |                            | bij Hoornsedijk 7           | 53° 10' 31" NB, 6° 34' 16" OL | 513812 | Nijveensterkolk, ophaalbrug                                                                                |
| Nijveensterkolk                                                                                            | Schutsluis                | 1927                                                                       |                            | bij Hoornsedijk 7           | 53° 10' 37" NB, 6° 34' 36" OL | 513813 | Nijveensterkolk                                                                                            |
| Manege opgetrokken uit deels gepotdekselde houten planken                                                  | Sport en recreatie        | 1932 1937 (aanbouw)                                                        | A.J. Feberwee              | Viaductweg 8                | 53° 9' 3" NB, 6° 37' 30" OL   | 513815 | Manege opgetrokken uit deels gepotdekselde houten planken                                                  |
| Paardenstal met lichtkap                                                                                   | Boerderij                 | 1935                                                                       |                            | bij Viaductweg 8            | 53° 9' 3" NB, 6° 37' 30" OL   | 513816 | Upload foto                                                                                                |
| Sassenhein, dienstwoning in chaletstijl                                                                    | Dienstwoning              | 1922                                                                       | M.G. Eelkema               | Lutsborgsweg 53             | 53° 9' 28" NB, 6° 36' 30" OL  | 513818 | Sassenhein, dienstwoning in chaletstijl                                                                    |
| Sassenhein, paviljoen in chaletstijl                                                                       | Sport en recreatie        | 1938                                                                       |                            | Lutsborgsweg 51             | 53° 9' 29" NB, 6° 36' 30" OL  | 513819 | Meer afbeeldingen                                                                                          |
| Sassenhein, visvijver                                                                                      | Sport en recreatie        | 1909                                                                       |                            | bij Lutsborgsweg 53         | 53° 9' 29" NB, 6° 36' 30" OL  | 513820 | Sassenhein, visvijver                                                                                      |
| Sassenhein, standbeeld van Henk Aalderink                                                                  | Gedenkteken               | 1923                                                                       |                            | bij Lutsborgsweg 53         | 53° 9' 26" NB, 6° 36' 26" OL  | 513821 | Sassenhein, standbeeld van Henk Aalderink                                                                  |
| Machinegebouw waterleidingbedrijf                                                                          | Nutsbedrijf               | 1919                                                                       |                            | Oosterweg 107               | 53° 10' 51" NB, 6° 36' 45" OL | 513828 | Machinegebouw waterleidingbedrijf                                                                          |
| Filtergebouw waterleidingbedrijf                                                                           | Nutsbedrijf               | 1911                                                                       |                            | bij Oosterweg 107           | 53° 10' 51" NB, 6° 36' 45" OL | 513829 | Filtergebouw waterleidingbedrijf                                                                           |
| Woonhuis in kubistisch-expressionistische bouwtrant                                                        | Woonhuis                  | 1933                                                                       | C. de Graaff               | Westerse Drift 25           | 53° 10' 12" NB, 6° 36' 1" OL  | 513834 | Woonhuis in kubistisch-expressionistische bouwtrant                                                        |
| Schuur in gele baksteen                                                                                    | Opslag                    | 1934                                                                       |                            | bij Westerse Drift 25       | 53° 10' 12" NB, 6° 36' 1" OL  | 513835 | Schuur in gele baksteen                                                                                    |
| Villa in Um-1800-stijl                                                                                     | Woonhuis                  | 1913 1925 (verb.)                                                          | Kuiler & Drewes (ook 1925) | Rijksstraatweg 242          | 53° 10' 4" NB, 6° 36' 33" OL  | 513837 | Villa in Um-1800-stijl                                                                                     |
| Garage in rode baksteen                                                                                    | Opslag                    | 1922                                                                       |                            | bij Rijksstraatweg 242      | 53° 10' 4" NB, 6° 36' 33" OL  | 513838 | Garage in rode baksteen                                                                                    |
| Villa met aangebouwde garage en gastenverblijf, in een aan de Delftse School verwante stijl                | Woonhuis                  | 1930                                                                       | A.R. Wittop Koning         | Rijksstraatweg 17           | 53° 11' 1" NB, 6° 35' 22" OL  | 513840 | Meer afbeeldingen                                                                                          |
| Tuin in een gemengde tuinstijl                                                                             | Tuin, park en plantsoen   | 1930 en 1943                                                               | J. Vroom                   | bij Rijksstraatweg 17       | 53° 10' 59" NB, 6° 35' 19" OL | 513841 | Upload foto                                                                                                |
| Tuinhuis met aangekapte bergplaats                                                                         | Bijgebouwen kastelen enz. | 1943                                                                       |                            | bij Rijksstraatweg 17       | 53° 10' 59" NB, 6° 35' 19" OL | 513842 | Upload foto                                                                                                |
| Villa in Engelse landhuisstijl met aangebouwde garage                                                      | Woonhuis                  | 1932                                                                       | Adriaan van der Weele      | Rijksstraatweg 32           | 53° 10' 59" NB, 6° 35' 30" OL | 513844 | Villa in Engelse landhuisstijl met aangebouwde garage                                                      |
| Tuinhuis in rode baksteen                                                                                  | Bijgebouwen kastelen enz. | 1936                                                                       |                            | bij Rijksstraatweg 32       | 53° 10' 59" NB, 6° 35' 31" OL | 513845 | Upload foto                                                                                                |
| De Dobbe                                                                                                   | Woonhuis                  | 1931                                                                       | Kuiler & Drewes            | Rijksstraatweg 381          | 53° 9' 1" NB, 6° 37' 20" OL   | 513847 | Dobbe De Dobbe                                                                                             |
| De Dobbe, hekpijlers                                                                                       | Tuin, park en plantsoen   | 1931                                                                       |                            | bij Rijksstraatweg 381      | 53° 9' 1" NB, 6° 37' 20" OL   | 513848 | Dobbe De Dobbe, hekpijlers                                                                                 |
| Villa met aangebouwde schuur met elementen uit de Amsterdamse Schoolstijl en de Engelse landhuisstijl      | Woonhuis                  | 1930                                                                       | Kuiler & Drewes            | Westerse Drift 95           | 53° 10' 0" NB, 6° 36' 14" OL  | 513849 | Villa met aangebouwde schuur met elementen uit de Amsterdamse Schoolstijl en de Engelse landhuisstijl      |
| Lindenhof                                                                                                  | Woonhuis                  | 1931                                                                       | Kuiler & Drewes            | Julianalaan 11              | 53° 10' 16" NB, 6° 36' 28" OL | 513850 | Lindenhof                                                                                                  |
| Villa met aangebouwde garage in mengeling van regionale Amsterdamse School-variant en Gooise Landhuisstijl | Woonhuis                  | 1930                                                                       | Kuiler & Drewes            | Terborgsteeg 4              | 53° 10' 17" NB, 6° 36' 34" OL | 513851 | Villa met aangebouwde garage in mengeling van regionale Amsterdamse School-variant en Gooise Landhuisstijl |
| De Jagerskampen                                                                                            | Woonhuis                  | 1922 1931 (verb.)                                                          | Kuiler & Drewes (ook 1931) | Weg voor de Jagerskampen 30 | 53° 10' 12" NB, 6° 36' 38" OL | 513852 | Jagerskampen De Jagerskampen                                                                               |
| Villa in art-nouveaustijl                                                                                  | Woonhuis                  | 1903 (verb. in 1949, 1976 en 1991)                                         |                            | Rijksstraatweg 19           | 53° 10' 58" NB, 6° 35' 25" OL | 513853 | Meer afbeeldingen                                                                                          |
| 't Klaverblad                                                                                              | Woonhuis                  | 1916 1932 (verb. koetshuis)                                                | A.L. van Wissen            | Rijksstraatweg 70           | 53° 10' 44" NB, 6° 35' 52" OL | 513854 | Klaverblad 't Klaverblad                                                                                   |
| Huize de Hondsrug (tot 1953: Huize De Kempenaar)                                                           | Woonhuis                  | 1913                                                                       | Gerhardus Knuttel          | Rijksstraatweg 240          | 53° 10' 6" NB, 6° 36' 33" OL  | 513855 | Meer afbeeldingen                                                                                          |
| 't Zunneke                                                                                                 | Woonhuis                  | 1926                                                                       | M. de Vries Azn.           | Rijksstraatweg 353          | 53° 9' 22" NB, 6° 36' 59" OL  | 513856 | Zunneke 't Zunneke                                                                                         |
| Openbare lagere school met ommuurd schoolplein in een stijl verwant aan de Amsterdamse School              | Onderwijs en wetenschap   | 1927                                                                       | J.B. Fels                  | Kerkstraat 4                | 53° 10' 23" NB, 6° 36' 23" OL | 513857 | Openbare lagere school met ommuurd schoolplein in een stijl verwant aan de Amsterdamse School              |
| Schoolgebouw in regionale Amsterdamse Schoolstijl met Engelse landhuisstijl-elementen                      | Onderwijs en wetenschap   | 1921                                                                       | Ph.J. Hamers               | Waterhuizerweg 7            | 53° 10' 6" NB, 6° 37' 27" OL  | 513858 | Schoolgebouw in regionale Amsterdamse Schoolstijl met Engelse landhuisstijl-elementen                      |
| Viaduct over de spoorlijn Groningen-Assen                                                                  | Weg                       | 1920                                                                       |                            | Viaductweg                  | 53° 8' 49" NB, 6° 37' 58" OL  | 513859 | Viaduct over de spoorlijn Groningen-Assen                                                                  |
| Tramwachthuisje                                                                                            | Transport                 | verm. rond 1921                                                            |                            | bij Rijksstraatweg 226      | 53° 10' 15" NB, 6° 36' 22" OL | 513860 | Tramwachthuisje                                                                                            |
| Tramwachthuisje annex transformatorgebouw                                                                  | Transport                 | 1926                                                                       |                            | Rijksstraatweg t.o. 326     | 53° 9' 33" NB, 6° 36' 52" OL  | 513861 | Tramwachthuisje annex transformatorgebouw                                                                  |
| Woonhuis met aangebouwde schuur en garage in een regionale variant van de Amsterdamse School-stijl         | Woonhuis                  | 1927 1966 (verb.)                                                          | K. Zevenberg               | Rijksstraatweg 377          | 53° 9' 5" NB, 6° 37' 20" OL   | 513862 | Woonhuis met aangebouwde schuur en garage in een regionale variant van de Amsterdamse School-stijl         |
| Woonhuis in een bouwtrant verwant aan de Gooise landhuisstijl                                              | Woonhuis                  | 1921 1991 (verb.)                                                          | Kuiler & Drewes            | Weg voor de Jagerskampen 3  | 53° 10' 15" NB, 6° 36' 30" OL | 513863 | Woonhuis in een bouwtrant verwant aan de Gooise landhuisstijl                                              |
| Het Uilennest                                                                                              | Woonhuis                  | 1928                                                                       | J.A. Boer                  | Stationsweg 20              | 53° 10' 25" NB, 6° 36' 44" OL | 513864 | Uilennest Het Uilennest                                                                                    |
| De Laankamp                                                                                                | Boerderij                 | 1926                                                                       | Haatje Hillebrands         | Rijksstraatweg 73           | 53° 10' 42" NB, 6° 35' 47" OL | 513866 | Laankamp De Laankamp                                                                                       |
| Voorm. vervenersboerderij in ambachtelijk-traditionele bouwtrant                                           | Boerderij                 | rond 1870                                                                  |                            | Hoornsedijk 13              | 53° 10' 30" NB, 6° 34' 51" OL | 513868 | Meer afbeeldingen                                                                                          |
| De Wyk | Woonhuis                  | 1919                                                                       | K.P.C. de Bazel            | Rijksstraatweg 45           | 53° 10' 51" NB, 6° 35' 33" OL | 513870 | Upload foto                                                                                                |